# Zhenzhu He
Koordinaten: 62° 10′ S, 58° 58′ W
Zhenzhu He (chinesisch 真珠河 ‚Perlenfluss‘) ist ein 2 km langer Fluss auf der Fildes-Halbinsel von King George Island im Archipel der Südlichen Shetlandinseln. Er stellt den Überlauf des Sees Yutu Hu dar und mündet in die Bucht Zei’ou Wan.
Chinesische Wissenschaftler benannten ihn 1986 im Zuge von Vermessungs- und Kartierungsarbeiten.